# Wish (entreprise)
Pour les articles homonymes, voir Wish.
Wish est une plateforme de commerce en ligne, fondée en 2010 par Piotr Szulczewski, James Prendergast et Danny Zhang, qui facilite les transactions entre vendeurs et acheteurs.
Wish est exploité par ContextLogic Inc. à San Francisco. La plateforme utilise des technologies de navigation qui personnalisent les achats pour chaque client, plutôt que de s'appuyer sur un format de barre de recherche. Il permet aux vendeurs d'afficher leurs produits sur Wish et de vendre directement aux consommateurs. Wish agit comme un intermédiaire (marché en ligne) qui gère les commandes et les paiements mais ne stocke pas les produits eux-mêmes et ne gère pas les retours.
Wish a fait l'objet de plusieurs critiques, pour avoir répertorié des produits de mauvaise qualité ou contrefaits et illégaux dans certains pays.

## Histoire
Wish a été lancé par Piotr Szulczewski, un ancien ingénieur de Google, en tant que société de logiciels appelée ContextLogic. En septembre 2010, ContextLogic a reçu 1,7 million de dollars d'investissements et a impliqué le PDG de Yelp, Jeremy Stoppelman.
En mai 2011, Szulczewski a invité un ami d'université Danny Zhang à relancer l'entreprise en tant que Wish. Elle a été conçue comme une application permettant aux acheteurs de créer des listes de souhaits de leurs produits préférés avant de les associer aux marchands. La société a également généré des revenus avec un modèle de paiement au clic en faisant de la publicité sur Facebook.
En 2013, Szulczewski a rencontré Hans Tung, un investisseur de GGV Capital à Menlo Park, en Californie, et a noté qu'un grand nombre de ventes provenaient de la Floride, du Texas et du Midwest plutôt que de New York ou de la Californie. Wish est devenu un site de vente en ligne après avoir demandé aux marchands d'héberger leurs produits directement sur l'application Wish, l'entreprise prenant une partie de chaque vente.
En 2017, Wish a signé un partenariat de plusieurs années avec la NBA de Los Angeles Lakers,. Wish a mené une campagne de Coupe du monde en 2018, qui comprenait Neymar Junior, Paul Pogba, Tim Howard, Gareth Bale, Robin Van Persie, Claudio Bravo et Gianluigi Buffon.
En 2018, Wish était l'application de commerce en ligne la plus téléchargée au monde. L'entreprise a doublé ses revenus pour atteindre 1,9 milliard de dollars. En 2019, il s'agit du troisième plus grand marché de commerce en ligne aux États-Unis en termes de ventes.
En août 2019, Wish a reçu un tour de financement de la série H, dirigé par la société de capital-actions General Atlantic, valorisant sa capitalisation à 11,2 milliards de dollars. JD.com a également investi dans Wish.
En décembre 2020, Wish lance une introduction partielle en bourse pour lever 1,1 milliard de dollars, valorisant sa capitalisation à 14,1 milliards de dollars,. L'entreprise qui avait fixé le prix de ses actions à 24 $ a clos la séance avec un prix de 20,05 $ par action. C'est la pire performance parmi les 31 entreprises ayant levé au moins un milliard de dollars cette année sur les marchés américains.

## Services
La plateforme Wish utilise des technologies de navigation qui personnalisent les achats visuellement pour chaque client plutôt que de s'appuyer sur un format de barre de recherche. Plus d'un million de marchands, répertorient leurs produits sur la plate-forme de Wish pour les vendre directement aux consommateurs, éliminant les frais de distribution pour les vendeurs tout en offrant aux acheteurs des produits à bas prix. Les produits vendus sont généralement des articles plus petits et moins chers à expédier grâce à un accord entre la China Post et l'US Postal Service qui abaisse les coûts d'expédition pour les marchandises pesant moins de 2 kg. Wish propose une livraison express en 5 jours, ou 6-8 jours dans certains cas, ainsi qu'une livraison standard qui prend 2-3 semaines, pour les clients qui privilégient les économies sur la rapidité de livraison.
Wish propose une « roue de la fortune » nommée Blitz Buy qui intègre une couche de gamification pour offrir aux consommateurs des remises supplémentaires sur les articles les plus vendus. L'application Wish est disponible en téléchargement sur iOS et Android et a été la plus téléchargée des applications d'achat aux États-Unis.

## Critiques et interdiction

### Produits problématiques
À l'instar d'autres grands sites de commerce électronique qui proposent des vendeurs indépendants, Wish a été critiqué pour avoir répertorié des produits de mauvaise qualité ou contrefaits,,. Les clients se sont plaints du manque de communication des vendeurs et de la qualité. En conséquence, Szulczewski a embauché Connie Chang, un employé de Facebook pour organiser une communauté d'environ 10 000 utilisateurs Wish ayant pour objectif de dénoncer les mauvais vendeurs en échange de produits gratuits et de réductions.
En août 2019, plusieurs bagues ont été rappelées via le système d'alerte européen Rapex car elles contenaient un taux important de plomb et de cadmium (cancérogènes et toxiques pour l'homme).
Il est possible d'acheter sur Wish des articles illégaux dans le pays de l'acheteur. En janvier 2020, un homme habitant Nelson, au Royaume-Uni, a été condamné à onze mois de prison pour avoir acheté un pistolet paralysant via Wish.

### Désindexation du site en France
En France, le 30 novembre 2020, la direction générale de la Concurrence, de la Consommation et de la Répression des fraudes affirme avoir constaté des pratiques commerciales trompeuses provenant du site de vente en ligne de Wish. Les pratiques en question relèveraient de la fausse promotion, de la publicité mensongère et de la contrefaçon.
L'antenne du ministère de l'Économie précise que de tels délits peuvent être passibles d'une amende équivalente à 10 % du chiffre d'affaires annuel. Un dossier a été remis au tribunal judiciaire de Paris.
Le 24 novembre 2021, à la suite d'une enquête de la DGCCRF, le gouvernement français demande la désindexation du site et des applications Wish, afin de lutter contre une concurrence déloyale et de protéger les consommateurs. Le site internet restera tout de même accessible en faisant une recherche ciblée, mais il n'apparaîtra plus parmi les suggestions de Google. Bruno Le Maire, Ministre de l’Économie, souhaite poursuivre en justice les moteurs de recherche qui ne respecteraient pas cette désindexation.
ContextLogic Inc a obtenu du Conseil d'État qu'il saisisse le Conseil Constitutionnel d'une question prioritaire de constitutionnalité sur l'article L. 521-3-1 du code de la consommation, qui permet à l'autorité administrative de faire cesser le référencement dans l'intérêt des consommateurs. Dans une décision rendue le 21 octobre 2022, le Conseil Constitutionnel a jugé conforme à la Constitution cet article.
En mars 2023, l'interdiction obtenue par la DGCCRF est levée et la vente en ligne à nouveau autorisée par le plateformes pour Wish. La plateforme est alors à nouveau référencée sur les moteurs de recherche, dont Google, en France,.